# アルトゥーロ・バリオス
アルトゥーロ・バリオス (Arturo Barrios Flores 、1962年12月12日 - )は、1980年代から1990年代にかけて活躍したメキシコの元陸上競技選手。メキシコシティ生まれ。
バリオスは1989年に男子10000mで 27分08秒23の世界新記録を樹立した。この記録は1993年にケニアのリチャード・チェリモに破られるまで4年間維持された。
1991年には、1時間競走で21.101キロメートルの世界最高記録を樹立した。このときの20キロメートルの通過タイムは56分55秒6でこの記録も当時の世界記録であり、2006年まで約15年間破られなかった。
1988年ソウルオリンピック、1992年バルセロナオリンピックともに10000mで5位に入賞した。

## 自己ベスト記録
- 1500m - 3分37秒61（1989年）
- 3000m - 7分35秒71（1989年）
- 5000m - 13分07秒79（1989年）
- 10000m - 27分08秒23（1989年）
- 20 km - 56分55秒6（1991年）
- 1時間走 - 21.101 km（1991年）